# Kostrzewa Duvala
Kostrzewa Duvala (Festuca duvalii (St.-Yves) Stohr) – gatunek rośliny z rodziny wiechlinowatych. Występuje we Francji, Belgii, Niemczech, Czechach, Słowacji i Polsce.
W Polsce jest gatunkiem nieczęstym; rośnie głównie we wschodniej części kraju.

## Morfologia
PokrójSilnie owoszczona roślina.
ŁodygaGładkie źdźbło o wysokości 20–40 cm.
LiściePrawie gładkie, cienkie, o średnicy 0,2–0,8 mm. Sklerenchyma w postaci trzech odrębnych pasm. Pochwy liściowe nagie.
KwiatyZebrane w 3-6-kwiatowe kłoski o długości 5–8 mm, te z kolei zebrane w gęstą i skupioną wiechę o długości 2–7 cm. Plewka dolna orzęsiona, o długości 4–5,5 mm. Ość plewki dolnej nie dłuższa niż 1/3 długości plewki.
OwocZiarniak.

## Biologia i ekologia
Bylina, hemikryptofit. Kwitnie od maja do czerwca. Rośnie w suchych murawach. Liczba chromosomów 2n = 28.

## Zagrożenia i ochrona
Roślina umieszczona na polskiej czerwonej liście w kategorii DD (stopień zagrożenia nie może być określony).